# Astyanax villwocki

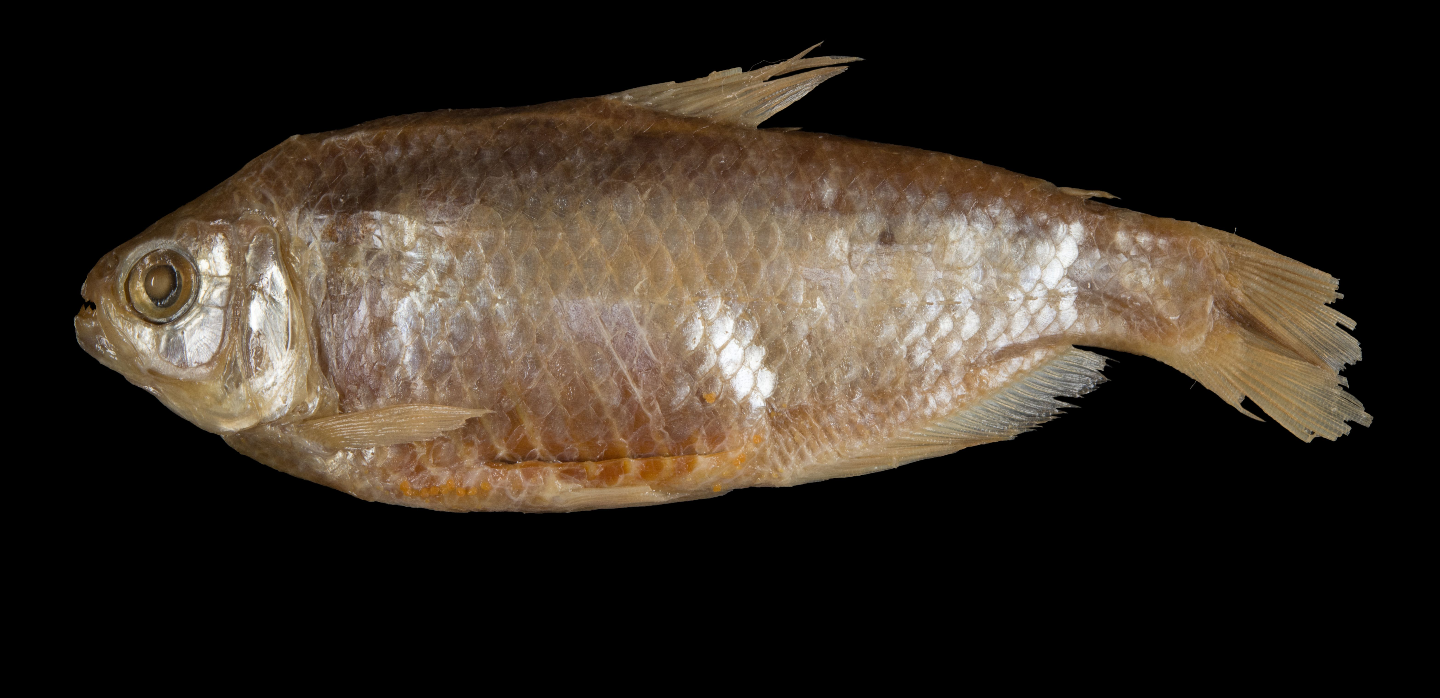
Fotografia de Astyanax villwocki.

Astyanax villwocki és una espècie de peix de la família dels caràcids i de l'ordre dels caraciformes.

## Morfologia
- Els mascles poden assolir 11,4 cm de llargària total.[4]

## Hàbitat
Viu a àrees de clima tropical.

## Distribució geogràfica
Es troba a Sud-amèrica: conques dels rius Ucayali, Beni i Mamoré.